# 田住満作
田住満作（たずみまんさく）首都建設委員会事務局、日本住宅公団首都圏宅地開発本部事業計画第一課長などを歴任した日本の都市計画家。造園家。
1976年第4回日本公園緑地協会北村賞受賞。松戸常盤平住宅団地の計画で1962年（昭和37年）日本都市計画学会石川賞論文調査部門。著書に『都市計画入門』（理工文庫）『事業化と都市経営』（理工図書、1962）など